# Lepadella costatoides
Lepadella costatoides är en hjuldjursart som beskrevs av Segers 1992. Lepadella costatoides ingår i släktet Lepadella och familjen Lepadellidae. Inga underarter finns listade i Catalogue of Life.